# Damm (Altkalen)
Damm ist ein Ortsteil der Gemeinde Altkalen im Osten des Landkreises Rostock in Mecklenburg-Vorpommern; die Gemeinde wird vom Amt Gnoien verwaltet. Der Weiler liegt etwa zwei Kilometer nordöstlich des Ortskerns am Rande des sich nach Nordwesten ausdehnenden etwa 245 Hektar großen Naturschutzgebietes Dammer Postmoor. Die höchste Erhebung liegt mit 46 m über NHN zwischen Damm und Altkalen.
Am 1. Juli 1950 wurde Damm in die Gemeinde Altkalen eingegliedert.
Außer dem Postmoor ist ein im späteren 19. Jahrhundert errichtetes Gutshaus sehenswert.
Die Ortschaft ist erreichbar über die gleichnamige Nebenstraße der L231, die weiter nach Finkenthal-Schlutow führt. Postalisch hat die Straßensiedlung die Postleitzahl 17179 und die Telefonvorwahl 03 99 73. Außer einem Lebensmittelladen, Ferienwohnungen und einer Bushaltestelle gibt es in Damm keine örtlichen Einrichtungen oder weitere Infrastruktur.